# Бјуда (Тексас)
Бјуда (енгл. Buda) град је у америчкој савезној држави Тексас. По попису становништва из 2010. у њему је живело 7.295 становника.

## Демографија
Према попису становништва из 2010. у граду је живело 7.295 становника, што је 4.891 (203,5%) становника више него 2000. године.
| Група             | 2000.         | 2010.         |
| Белци             | 1.648 (68,6%) | 4.318 (59,2%) |
| Афроамериканци    | 38 (1,6%)     | 210 (2,9%)    |
| Азијати           | 21 (0,9%)     | 87 (1,2%)     |
| Хиспаноамериканци | 645 (26,8%)   | 2.580 (35,4%) |
| Укупно            | 2.404         | 7.295         |